# Hava Rexha
Hava Rexha (Shushicë, 22 augustus 1880 - aldaar, 8 november 2003) was een supereeuweling uit Albanië. Rexha claimde de oudste mens ter wereld aller tijden te zijn. Haar bewering kan echter niet hard worden gemaakt, omdat ze pas in 1946 een geboortebewijs kreeg van de Albanese autoriteiten. Rexha's aanvraag tot opname in het Guinness Book of Records werd daarom ook afgewezen. Het oudste document dat haar geboortedatum bevestigde, dateerde namelijk uit 1946 en voldeed niet aan de eisen die door het Guinness Book of Records werden gesteld.

## Leven
Rexha werd in Shushicë geboren, een klein boerendorpje in de buurt van Elbasan. In 1894 werd zij als 14-jarige uitgehuwelijkt aan een man van rond de zestig jaar, van wie ze zes kinderen kreeg. Ze was een moslim en vermeed haar hele leven alcohol, maar ze rookte wel sigaretten. Rexha werkte haar hele leven op een boerderij in haar geboortedorp, waar ze later ook overleed.